# Kamau Brathwaite
Edward Kamau Brathwaite (/kəˈmaʊ ˈbræθweɪt/; Bridgetown, 11 de maio de 1930 — 4 de fevereiro de 2020) foi um poeta, historiador, crítico literário e acadêmico de Barbados, considerado uma das principais vozes literárias do Caribe.

## Biografia
Frequentou o Harrison College, em Barbados; e, a partir de 1949, passou a cursar o Pembroke College, na Universidade de Cambridge, onde graduou-se com louvor, em 1953. Obteve seu doutorado em Filosofia, na Universidade de Sussex, em 1968. Em 1963, recebeu as bolsas Guggenheim e Fulbright.
Entre 1955 e 1962, trabalhou na área da educação em Gana e Santa Lúcia. Foi professor na Universidade das Índias Ocidentais, na Jamaica, e também na Universidade de Nova Iorque.
Faleceu no dia 4 de fevereiro de 2020, aos 89 anos.

## Obra
Brathwaite foi conhecido por seus estudos da vida cultural negra, tanto na África quanto na diáspora africana no mundo, em obras como Folk Culture of the Slaves in Jamaica (1970); The Development of Creole Society in Jamaica, 1770–1820 (1971); Contradictory Omens (1974); Afternoon of the Status Crow (1982); e History of the Voice (1984), cuja publicação o estabeleceu como a autoridade na chamada "linguagem-nação" (Nation language, em inglês), um termo cunhado por ele para descrever o trabalho de escritores do Caribe e da diáspora africana em Língua inglesa não-padrão, em oposição à definição tradicional de dialeto.

## Prêmios
Entre os principais prêmios concedidos à sua obra estão: um Prêmio Casa de las Américas por Crítica Literária, o Prêmio WEB Du Bois Award, em 2010, e o Prêmio Bussa Award. Ele também venceu o Prêmio Literário Internacional Neustadt, em 1994. Além disso, foi o vencedor internacional do Prêmio Griffin de poesia em 2006, por seu livro Born to Slow Horses.